# ダン語
ダン語（ダンご、英: Dan）とは、マンデ語派に属する言語の一つである。主にコートジボワールやリベリアで話されている。ダン語は声調言語である。

## 言語名別称
- Yacouba, Yakuba
- ギオ語（Gio, Gyo）
- Gio-Dan
- Da

## 方言
- Gweetaawu (Eastern Dan)
- Blowo (Western Dan)
- Kla

Kla（またはKla-Dan）は、方言ではなく明らかに別言語として区別される。
Klaの方言
- Santa
- Zouzoupleu

## 音韻論

### 母音
|          | 前舌母音 | 中舌母音 | 後舌母音 |
| -------- | -------- | -------- | -------- |
| 狭母音   | [i]      | [ɨ]      | [u]      |
| 半狭母音 | [e]      | [ɘ]      | [o]      |
| 半広母音 | [ɛ]      | [ɜ]      | [ɔ]      |
| 広母音   |          | [a]      |          |

### 子音
両唇軟口蓋音/k͡p/、/ɡ͡b/が存在する。

### 声調
声調は高・中・低の三種類が基本であるが、方言によってはこれに加え更に超高・超低という二種の区別が存在する場合もある。

## 形態論

### 人称代名詞
人称代名詞には一人称複数形に包含と排他の区別が存在する上、完了や接続といったヨーロッパの諸言語や日本語では動詞に現れる相や法などに相当する体系が組み込まれている。相や法などの区別は音素と声調の違いにより為される。たとえば一人称複数・包含形の場合、
1. kwa … 私たち（は）
2. 'kwa … 私たちが～した（なら）
3. -kwa … 私たちは～しよう
4. kwaa … 私たちは～してはいない
5. 'kwaa … 私たちは～している訳ではない

等の区別が存在する。

## 言語コード
以前はdafというISO 639-3コードが割り当てられていたが廃止され、2013年にKla-danを表すldaとそれ以外を表すdnjの二種類に分割された。

## 関連書籍
辞書:
- Vydrine, Valentine (2014) Dictionnaire Dan - Français (dan de l’Est). MeaBooks Inc.